# Katrin Krüger
Katrin Krüger (Barnim, 10 de abril de 1959) é uma ex-handebolista alemã, medalhista olímpica.

## Carreira
Katrin Krüger fez parte da equipe alemã oriental do handebol feminino, medalha de bronze em Moscou 1980, com um total de 5 jogos e 7 gols.